# دايسكي غوري
دايسكي غوري (郷里大輔 غوري دايسكي) (اسمه الحقيقي يوشيو ناغاهوري (長堀芳夫 ناغاهوري يوشيو))؛ (8 فبراير 1952 - 17 يناير 2010)، ممثل ياباني.

## أدواره في الأنمي

### مسلسلات أنمي تلفزيونية
- دراغون بول - سلحفاة المعلم روشي، غيوماؤو, درام، النقيب يلو
- دراغون بول Z - سلحفاة المعلم روشي، غيوماؤو, مستر ساتان، إنما دايؤو، الملك كولد
- دراغون بول GT - سلحفاة المعلم روشي، غيوماؤو, مستر ساتان، إنما دايؤو
- دراغون بول كاي - غيوماو، إنما دايو، بورونغا
- قبضة نجم الشمال - ويغل، داياموند
- البدلة المتنقلة جاندام - دوزل زابي
- البدلة المتنقلة زيتا جاندام - باسك أوم
- ون بيس - دوري، روكستار, جينبي (الصوت الأول)
- بليتش - دوندوتشاكا بيلستن
- فاينل فانتسي: أنليميتد - فونغوس
- إينوياشا - كيوكوتسو
- يوغي GX - والد تشاملي هفينغتون
- هاكابا كيتارو - والد كيتارو
- سلايرز - شابرانيغدو
- سلايرز إيفولوشن-آر - شابرانيغدو
- خيميائي الفولاذ - دومينيك
- كاوبوي بيبوب - فاتي ريفر
- ساموراي تشامبلو - شيبوي ماتسونوسكي
- فل ميتال بانيك؟ فوموفو - ساتوشي غودا
- كينيتشي: التلميذ الأقوى - موتوتسوغو شيراهاما
- نادي مضيفي ثانوية أوران - والد ميتسوكوني هانينوزوكا
- i-wish you were here- - دوميكي
- غينتاما - إينوي
- ترايجان - ديكارت
- كيكايشي - إيتشيرو أوغي
- مغامرات سوسان - ميغالو
- إكسل ساغا - زيتا
- غريت تيتشر أونيزوكا - المخرج شيراساوا
- سينت سيا - هيراكليس آلغيثي
- معرض الفن المزيف - فلويد ساندرز
- ساكيغاكي!! أوتوكوجوكو - هيهاتشي إيداجيما
- إير ماستر - ناغاتو
- المحقق كونان - تونو (جريمة في المقهى)

### أفلام أنمي
- دراغون بول: لعنة روبيات الدم - سلحفاة المعلم روشي
- دراغون بول: الأميرة النائمة في قلعة الشيطان - سلحفاة المعلم روشي
- دراغون بول: المغامرة الغامضة - سلحفاة المعلم روشي
- دراغون بول Z: منطقة الموت - غيوماؤو
- دراغون بول Z: الأقوى في العالم - سلحفاة المعلم روشي
- دراغون بول Z: الزعيم سلاغ - دورادابو
- دراغون بول Z: تحرير بوجاك - مستر ساتان
- دراغون بول Z: بايو-برولي - مستر ساتان
- دراغون بول Z: تجديد الدمج - مستر ساتان، إنما دايؤو
- دراغون بول: طريق القوة - سلحفاة المعلم روشي
- حروب ساكورا: الفيلم - يوكيهيكو أوتا

## أدواره في ألعاب الفيديو
- سلسلة ألعاب تيكن
  - تيكن 3 - هيهاتشي ميشيما
  - تيكن تاغ تورنمنت - هيهاتشي ميشيما
  - تيكن 4 - هيهاتشي ميشيما
  - تيكن 5 - هيهاتشي ميشيما
  - ديث باي ديغريز - هيهاتشي ميشيما
  - تيكن 5: دارك ريزوركشن - هيهاتشي ميشيما
  - تيكن 6 - هيهاتشي ميشيما
- سول كاليبر II - هيهاتشي ميشيما
- ريدج ريسر 6 - هيهاتشي ميشيما
- فاينل فانتسي XII - جلجامش
- غنجي: دون أوف ذا ساموراي - تايرا نو كيوموري
- دراغون بول: ريفنج أوف كينغ بيكولو - درام
- تيلز أوف ريبرث - توما
- ساموراي واريورز - شين-غن تاكيدا
- ساموراي واريورز 2 - شين-غن تاكيدا
- ساموراي واريورز 3 - شين-غن تاكيدا
- كابكوم فايتينغ إيفولوشن - ليو
- ذا باونسر - فولت كروغر
- سلسلة ألعاب ساكورا تايسن
  - ساكورا تايسن 2: إياك والموت - يوكيهيكو أوتا
  - ساكورا تايسن 4: فلتقعن في الحب يا أيتها الفتيات - يوكيهيكو أوتا

## أدواره في الدبلجة اليابانية
- المتحولون: ثأر الهاوي - ساوندويف
- آيرون مان - هالك
- داك المراوغ - كتشوثا سام
- البحث عن نيمو - بشّوش
- سبيس جام - يوسيميتي سام
- كلاب وقطط - سام
- كوكب الكنز المفقود - سهم

## وصلات خارجية
- دايسكي غوري على موقع IMDb (الإنجليزية)
- دايسكي غوري على موقع قاعدة بيانات الفيلم (الإنجليزية)
- دايسكي غوري على موقع ANN person (الإنجليزية)